# 热米勒
热米勒（法語：Gémil，法語發音：[ʒemil]）是法国上加龙省的一个市镇，属于图卢兹区。

## 地理
热米勒（43°44'8"N, 1°35'27"E）面积2.81 平方千米，位于法国奧克西塔尼大區上加龙省，该省份为法国西南部内陆省份，西南端与西班牙接壤，自此顺时针与上比利牛斯省、热尔省、塔恩-加龙省、塔恩省、奥德省和阿列日省接壤。
与热米勒接壤的市镇（或旧市镇、城区）包括：塔恩河畔比泽、蒙塔斯特吕克-拉孔塞耶尔、波亚克、罗克塞里耶尔。

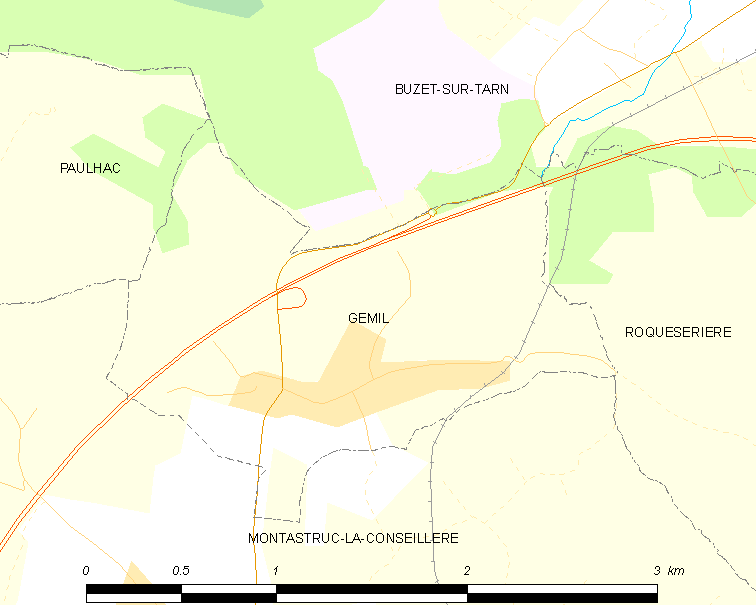
热米勒的OSM定位图

热米勒的时区为UTC+01:00、UTC+02:00（夏令时）。

## 行政
热米勒的邮政编码为31380，INSEE市镇编码为31216。

## 政治
热米勒所属的省级选区为佩什博尼约县。

## 人口

1962-2008年间热米勒人口变化图示

热米勒于2022年1月1日时的人口数量为415人。